# G·威廉·米勒
乔治·威廉·米勒（George William Miller，1925年3月9日—2006年3月17日），出生于美國俄克拉荷马州萨普尔帕，曾任美国财政部长、联储会主席。他在加入联储会之前是波士顿联邦储备银行的B级董事。米勒在海岸警卫学院取得海洋工程学士学位，在加州大学伯克利分校法学院取得法学学位。毕业后在柯史莫律师事务所（Cravath, Swaine & Moore）担任律师，之后他离开律师事务所加入德事隆，1957年成为该公司副总裁，1960年担任总裁，1968年担任首席执行官，1974年兼任董事长。
作为联储会主席，米勒以其扩张性的货币政策闻名于世。与其前任有所不同，他致力于促进经济增长而不太注重通货膨胀。米勒认为联储会应该将更多精力放在鼓励投资上而不是疲于应对价格的上涨，他认为通货膨胀是联储会无法控制的许多巧合因素组成的。
之后米勒被任命为美国财政部长，离开了联储会。除了为联储会和美国财政部工作，他还担任过其他政府部门要职，包括美国工业薪金储蓄委员会主席、总统平等就业机会委员会等。他还在许多专业领域和慈善组织担任过职务，包括美国联合协会、商业理事会、白血病协会等。2006年米勒去世。